# Dohrniphora sexspinosa
Dohrniphora sexspinosa är en tvåvingeart som beskrevs av Giar-Ann Kung och Brown 2006. Dohrniphora sexspinosa ingår i släktet Dohrniphora och familjen puckelflugor. Inga underarter finns listade i Catalogue of Life.